# Takhini River
Der Takhini River ist ein linker Nebenfluss des Yukon River in British Columbia und im Yukon-Territorium.

## Flusslauf
Der Takhini River entspringt in British Columbia im Norden der Boundary Ranges unterhalb des Takhini Peak. Er fließt in nördlicher Richtung durch das Gebirge und überquert die Grenze zum Yukon-Territorium. Der Fluss durchfließt den Kusawa Lake, in welchen die Zuflüsse Kusawa River und Primrose River münden. Der Takhini River setzt seinen Kurs nach Nordosten und später nach Osten fort und trifft 10 km nördlich von Whitehorse auf den Yukon River.
Am Unterlauf überquert der Yukon Highway 1 (Alaska Highway) den Fluss. Dort und am Abfluss aus dem Kusawa Lake befinden sich Abflusspegel. Unmittelbar vor seiner Mündung in den Yukon River überquert der Yukon Highway 2 (Klondike Highway) den Takhini River.
Der Takhini River ist ein beliebtes Ziel für Kajak- und Kanutouristen.
Im Winter gefriert der Fluss und wird vom Yukon-Quest-Schlittenhunderennen genutzt.